# Aphantorhaphopsis siphonoides
Aphantorhaphopsis siphonoides là một loài ruồi trong họ Tachinidae.